# Casorzo
Casorzo är en ort och kommun i provinsen Asti i regionen Piemonte i Italien. Kommunen hade 618 invånare (2018).